# Séisme de 2009 aux Samoa
Le séisme de 2009 aux Samoa est un séisme intra-plaque qui s'est produit le 29 septembre 2009 à 17 h 48 min UTC (6 h 48 min heure locale), à environ 200 km au sud-ouest d'Apia, la capitale de l'archipel des Samoa, avec une magnitude de 8, suivi d'un tsunami qui a touché les îles Samoa et Tonga.

## Détails de l'événement sismique
La première rupture s'est produite à l'intérieur de la plaque pacifique entre la fosse océanique et la côte, sur une faille normale, près de l'extrémité nord-est de la plaque des Tonga. Fait exceptionnel, un premier séisme intra-plaque en a déclenché un deuxième dans la zone de subduction, selon une faille inverse.

## Tsunami

### Déclenchement et propagation
À la suite du séisme, l'institut géologique américain a déclenché un alerte au tsunami pour la Nouvelle-Zélande, les îles Fidji et Tonga, la Polynésie française, les Samoa, les Samoa américaines, Wallis-et-Futuna, les îles Cook, Tuvalu, Kiribati et les îles Kermadec. 
Une surveillance au tsunami a été déclarée entre autres pour la Nouvelle-Calédonie, la Papouasie-Nouvelle-Guinée, Vanuatu, Nauru, les îles Marshall, les îles Salomon et Hawaï. Un tsunami s'est abattu sur les îles Samoa et Tonga vingt minutes après. L'alerte pour les autres territoires a été levée quatre heures après.
L'Agence fédérale des situations d'urgence (FEMA) a décidé d'envoyer deux équipes de secours sur l'archipel américain. Une alerte au tsunami a été lancée le lendemain sur toute la côte Pacifique du Japon, avant d'être levée.

### Pays touchés
Les pays touchés par le tsunami sont les Samoa américaines, Samoa et Tonga où des décès ont été confirmés. De grosses vagues ont touché, sans dommage majeur les côtes des îles Fidji, la côte nord de la Nouvelle-Zélande et la côte ouest des États-Unis. 

### Bilan
Le haut-commissaire néo-zélandais à Apia, David Dolphin a annoncé que des milliers de personnes sont mortes après le tsunami qui a suivi le tremblement de terre dans les îles Samoa[à vérifier].
Aux Samoa américaines, 31 personnes ont péri, selon le ministère de la Sécurité.
L'île de Niuatoputapu, au nord des Tonga, a été très sévèrement touchée en raison de sa topographie (faible élévation au dessus de la mer) et de l'impréparation générale de la population : neuf personnes sont mortes, 62% des maisons ont été détruites ou endommagées. De nombreux habitants ont perdu leur logement et leurs moyens de subsistance.